# Puquina jezik
Puquina jezik (ISO 639-3: puq), izumrli jezik Puquina Indijanaca kod južne obale jezera Titicaca u Peruu i Boliviji. Prema raznim mišljenjima klasificiraju se ili samostalnoj porodici puquina, ili porodici arawak, ili se vodi kao neklasificiran.
Puquina je mrtav jezik najmanje 200 godina. Drugi predstavnik porodice puquina je callahuaya

## Vanjske poveznice
- Ethnologue (14th)
- Ethnologue (15th)